# Eleccions legislatives austríaques de 1920
Les eleccions legislatives austríaques del 1920 (Nationalratswahl in Österreich 1920) es celebraren el 17 d'octubre de 1920, tot i que a Caríntia no tingueren lloc fins al 19 de juny de 1921 i a Burgenland fins al 18 de juny de 1922, per a triar els 183 membres del Consell Nacional d'Àustria. Després de l'aprovació dues setmanes abans de la constitució d'Àustria, foren les primeres eleccions al Consell Nacional, cambra legislativa del país després de la desintegració d'Àustria-Hongria.
El resultat de la contesa fou la victòria del Partit Socialcristià (PSC), amb vora el 42% dels vots emesos i 85 escons. Després de les eleccions, es formà una coalició de govern entre el PSC i el PPGA, sent investit canceller en Michael Mayr.

## Resultats
| Partit       | Partit                                             | Vots      | %     | Escons | +/– |  |
| ------------ | -------------------------------------------------- | --------- | ----- | ------ | --- |  |
|              | Partit Socialcristià                               | 1.245.531 | 41,79 | 85     | 16  |  |
|              | Partit Socialdemòcrata dels Treballadors d'Àustria | 1.072.709 | 35,99 | 69     | 3   |  |
|              | Partit Popular de la Gran Alemanya                 | 390.013   | 13,09 | 21     | 5   |  |
|              | Partit dels Camperols Alemanys                     | 124.114   | 4,16  | 7      | Nou |  |
|              | Partit dels Treballadors i Ciutadans               | 42.826    | 1,44  | 1      | Nou |  |
|              |                                                    |           |       |        |     |  |
|              | Llista d'Unitat Nacional Cristiana                 | 105.135   | 3,53  | 0      | Nou |  |
|              | Partit Comunista d'Àustria                         | 26.652    | 0,89  | 0      | 1   |  |
| Total        | Total                                              | 2.980.328 | 100   | 183    | 13  |  |
|              |                                                    |           |       |        |     |  |
| Vots vàlids  | Vots vàlids                                        | 2.980.328 | 98,96 |        |     |  |
| Vots nuls    | Vots nuls                                          | 31.455    | 1,04  |        |     |  |
| Participació | Participació                                       | 3.011.783 | 100   |        |     |  |
| Cens         | Cens                                               | 3.752.212 | 80,27 |        |     |  |
| Font:        |                                                    |           |       |        |     |  |